# Jean-Nicolas Verreault
Pour les articles homonymes, voir Verreault.
Jean-Nicolas Verreault, né à Québec le 28 août 1967 est un comédien québécois qui interprète des rôles tant à la télévision qu'au cinéma. Il est surtout connu pour ses rôles dans les films Maelström et Le Survenant.

## Biographie

### Carrière télévisuelle
Après avoir fait des études à l'École nationale de théâtre et son DES à l'Externat Saint-Jean Eudes, il joue dans plusieurs pièces de théâtre dont une tournée européenne.
En 1996, il débute à la télévision dans un court-métrage de Nicolas Monette, le Belmont. Il poursuit son travail au théâtre en jouant dans quelques pièces, mais participe à plusieurs séries télévisées : Un gars, une fille, Tabou, Radio Enfer, L'ombre de l'épervier, Les hauts et les bas de Sophie Paquin, et la fabuleuse série Les tumultueuses aventures de Jack Carter, Musée, Éden, 30 Vies, Toute la vérité... (voir ci-dessous)
En 1997, il joue dans le film J'en suis !. Deux ans plus tard, Denis Villeneuve lui donne un premier rôle dans Maelström, gagnant de plusieurs prix Genie et prix Jutra.
Grâce à ce succès, il accumule les rôles au petit et au grand écran. Il a joué dans les films Hochelaga, la Loi du cochon, La Turbulence des fluides et Le Survenant, tout comme la série télévisée Les Aventures tumultueuses de Jack Carter.

### Porte-parole
Jean-Nicolas Verreault a également été porte-parole de plusieurs festivals à travers la province de Québec. Ainsi, il fut porte-parole de la 9e édition du Festival regard sur le court métrage au Saguenay ainsi que de la seconde édition du Festival Images et Lieux (FIL) de la MRC La Vallée-de-la-Gatineau.

## Filmographie

### Télévision

#### Séries télévisées
- 1997 : Radio Enfer : Fred
- 1997 : Un gars, une fille
- 1999 : Le Polock : Michaud
- 1999 : Histoires de filles : Tony
- 2001 : Fortier : Marc Deschênes
- 2001 : Fred-dy : Philippe Jobin
- 2001 : Avoir su... : Charles Sanschagrin
- 2002 : Tabou : Patrick Boisvert
- 2002 : Music Hall : Éric
- 2003 : Les Aventures tumultueuses de Jack Carter : Jack Carter
- 2006-2009 : Les Hauts et les Bas de Sophie Paquin : Roch Paquet
- 2007 : François en série : Alexis
- 2007-2009 : Durham County : Big Guy
- 2010 : Musée Éden : Victor Désilet
- 2011 : 30 vies : Pascal Bilodeau
- 2010-2014 : Toute la vérité : Me Luc Prégent
- 2015 : Nouvelle Adresse : Robin Bouchard
- 2016 : District 31 : Robin Ménard
- 2018 : L'Échappée : Jacques Rolland
- 2021-2022 : Je voudrais qu'on m'efface : Steve
- 2022 : Stat : Dr Gabriel Lemaire

### Cinéma
- 1997 : J'en suis ! : client Zanzibar
- 1997 : Le Clermont (court-métrage) : jeune Max
- 1997 : Le Lépidoptère (court-métrage) : le courrier
- 1999 : La Petite Histoire d'un homme sans histoire : le dentiste
- 2000 : Hochelaga : Éric « Nose » Beaupré
- 2000 : Maelström : Evian
- 2001 : La Loi du cochon : Chose
- 2002 : La Turbulence des fluides : Marc Vandal
- 2004 : Je n'aime que toi : Guillaume Lanctôt
- 2004 : Dans l'œil du chat : Simon
- 2005 : Le Survenant : le « Survenant »
- 2008 : Truffe : électricien
- 2009 : Le Bonheur de Pierre : Mario
- 2009 : Dead Pussy (court métrage) : Kurt
- 2011 : Frisson des collines : Michel
- 2014 : Miraculum : Maxime
- 2016 : Nitro Rush : Hugo
- 2019 : Recrue (court-métrage) : Mike
- 2019 : La Face cachée du baklava : Pierre

## Théâtre
- Je suis un homme mort : Homme sous influence
- Des hommes d'honneur
- Lorenzaccio
- Don Quichotte : Don Quichotte

## Dans la culture populaire
Depuis 2017, Arnaud Soly, grâce à son personnage du vlogueur français immigré au Québec Jordan Techno, fait souvent référence à Jean-Nicolas dans ses vidéos conseils sur la technologie. Après avoir découvert l'artiste avec sa performance en tant que personnage principal dans la série Les Aventures tumultueuses de Jack Carter, performance que le vlogueur qualifie comme étant « bouleversante », Jordan commence à mentionner régulièrement l'acteur dans ses capsules, lui démontrant ainsi toute son admiration.
Grâce aux nombreuses mentions de l'acteur dans ses capsules, Jordan incite plusieurs milléniaux à s'intéresser davantage à l'ensemble de l'oeuvre de Jean-Nicolas Verreault, lui permettant de ce fait d'accéder à un certain gain en popularité chez cette génération.